# Méretnebty
La reine Méretnebty est l'épouse du pharaon Sahourê de la Ve dynastie. Elle est peut-être la mère du roi Néferirkarê et de Netjerirenrê.

## Généalogie
Les parents de Méretnebty ne sont pas connus. Elle est représentée avec son mari dans son temple mortuaire à Abousir. Dans le temple, elle est montrée à côté de la mère de Sahourê, Néferhétepès, toutes les deux se tenant la main. Il s'agit là d'une description très inhabituelle qui pourrait indiquer une relation étroite entre les deux. Peut-être que Néferhétepès était sa mère, ce qui ferait d'elle une fille d'Ouserkaf. Dans le temple mortuaire, plusieurs fils sont mentionnés. Leurs noms sont Horemsaf, Netjerirenrê, Khakarê et Nebânkhrê. Il n'est pas clair si ces princes sont les fils de Méretnebty ou peut-être d'une autre épouse. Les titres de Méretnebty incluent ceux de « Grandes louanges », « Celle qui voit Horus et Seth », « l'Épouse du Roi », « Sa bien-aimée », et « Compagne d'Horus ».
Les enfants de Sahourê et Méretnebty étaient peut-être les princes Ranefer, le futur Néferirkarê, et Netjerirenrê. Selon Miroslav Verner, Ranefer a pris le trône sous le nom de Néferirkarê, et Netjerirenrê a pu plus tard prendre le trône sous le nom de Chepseskarê.
La reine était connue depuis longtemps pour ses représentations dans le temple mortuaire de Sahourê. Cependant, le nom avait été partiellement détruit et avait été reconstruit en Néferet-ha-Nebty ou Néferetnebty. Dans des fouilles plus récentes, des blocs avec des représentations de la reine ont été trouvés et son nom est complètement conservé sous le nom de Méretnebty.